# زنگ مارچوبه
زنگ مارچوبه (نام علمی: Puccinia asparagi) نام یک گونه از سرده زنگ‌گندمی‌ها است.